# Bob Guccione
Bob Guccione (17. prosince 1930, Brooklyn – 20. října 2010, Plano) byl americký vydavatel časopisů, fotograf a procucent, nejvíce známý jako zakladatel erotického časopisu Penthouse.

## Život
Narodil se roku 1930 v Brooklynu v New Yorku. Vyrůstal v katolické italoamerické rodině, studoval na kněze, strávil několik měsíců v semináři a navštěvoval vysokou školu, kde se rozhodl stát malířem.
Cestoval po Evropě a Africe, ale neměl dostatek finančních prostředků pro splnění svého snu. V roce 1960 se přestěhoval do Londýna a stal se šéfredaktorem časopisu American Express. Pak založil zásilkový obchod a přišel s nápadem na časopis Penthouse. V té době byl jedničkou na trhu časopis Playboy a Bob Guccione od začátku chtěl být jasnou konkurencí. V roce 1965 bylo první vydání vyprodáno během pěti dnů.
V roce 1967 publikoval erotičtější akty než Playboy. V roce 1969 zahájil americké vydávání časopisu a představil ochrannou známku kombinací nahých piktogramů, karikatury, investigativní žurnalistiky a beletrie. Stejně jako Playboy měl časopis Pet měsíce, nejhezčí modelku ve speciální foto příloze. V skromných začátcích si Bob Guccione fotil všechny fotografie sám, pracoval až 20 hodin denně, byl náročný ke svým zaměstnancům, časopis měl vysokou literární úroveň.
Po úspěchu časopisu Penthouse začal v roce 1973 vydávat časopis pro ženy Viva, který obsahoval fotografie nahých mužů, rozhovory a beletrii takových autorů jako Nadine Gordimerová a Maxine Hong Kingstonová. Vrcholu dosáhl časopis Penthouse v roce 1979, kdy se prodalo více než 4,7 miliónu výtisků.
Dalším úspěšným časopisem se stal Omni, který začal vycházet v roce 1978 a byl zaměřen na vědu a sci-fi. Obsahoval příběhy od spisovatelů jako William Burroughs, William Gibson nebo Harlan Ellison.
V roce 1979 produkoval film Caligula, kde hlavní roli vytvořil Malcolm McDowell. Film byl finančně neúspěšný, ale úspěšným titulem se stal po vydání na DVD.
Od roku 1980 se Bob Guccione pokusil otevřít síť heren Penthouse, ale finančně neuspěl. Skandál vyvolalo zveřejnění nahých fotek Vanessy Williams (první Miss America černé pleti z roku 1984). V roce 1987 měl spor s vlastním synem Bobem Guccione juniorem pro neshody s financováním hudebního časopisu Spin.
Bob Guccione založil vysoce ceněnou sbírku umění s díly od Salvadora Dalího, Pabla Picassa a dalších špičkových umělců. V roce 1980 časopis Forbes Guccioneho uváděl mezi 400 nejbohatšími lidmi na světě. Za dobu trvání vydělal časopis Penthouse a další více než 4 miliardy dolarů. Do roku 1990 si i prostřednictvím VHS Penthouse udržel pozici na trhu s erotikou, ale s nástupem internetu zažilo jeho impérium úpadek a v roce 2003 skončilo v konkurzu.
Bob Guccione byl čtyřikrát ženatý, měl syny Boba a Nicka a dcery Toni a Ninu. Zemřel 20. října 2010 ve věku 79 let ve městě Plano v Texasu po léčení rakoviny jazyka. Jeho sídlo bylo koupeno soukromými investory a dnes je z něj muzeum. O většinu majetku Bob Guccione přišel.